# Бармбрэк
Бармбрэк (ирл. báirín breac, англ. barmbrack) — сладкий дрожжевой хлеб с виноградом (белым кишмишем) и изюмом. Обычно подаётся как тосты (жареные ломтики) со сливочным маслом к чаю. Тесто для бармбрэка делается слаще, чем для простого хлеба, но оно не такое сладкое, как тесто для кексов. Виноград и изюм придают этому хлебу особый аромат.

## Хэллоуин
Бармбрэк в Ирландии является одним из главных атрибутов праздничного стола на Хэллоуин. При приготовлении праздничного бармбрэка, в тесто прятали горох, деревянную щепку, кусок ткани, монету и кольцо. Во время праздника кому-то попадался один из предметов, каждый из которых нёс определённый смысл: горох — не ждать скорой свадьбы, щепка — к неприятностям в семейной жизни, кусок ткани — к бедности, монета — к богатству, а кольцо — к скорой свадьбе. В соответствии с этой традицией, сейчас продаются бармбрэки с игрушечными колечками внутри.